# 운봉향교 대성전
운봉향교 대성전(雲峰鄕校 大成殿)은 대한민국 전북특별자치도 남원시 운봉향교에 있는 대성전이다. 1984년 4월 1일 전라북도의 문화재자료 제50호로 지정되었다.

## 참고 자료
- 운봉향교대성전 - 국가유산청 국가유산포털